# نوکیا ان۷۷
نوکیا ان۷۷ یک گوشی از سری ان نوکیا است که در تاریخ ۸ ژانویه ۲۰۰۷ معرفی شد. مجهز به دوربین ۲ مگاپیکسلی همراه با فلش، قدرت بزرگ‌نمایی ۲۰ برابر و دوربین دوم برای مکالمه تصویری است. همینطور دارای گیرنده امواج تلویزیون دی‌وی‌بی-اچ، رادیو اف‌ام و بلوتوث و از جاوا هم پشتیبانی می‌کند. این گوشی از سیستم‌عامل سیمبیان نسخه ۹٫۲ و واسط کاربری سری ۶۰ ویرایش سوم بهره می‌برد.

## مشخصات کلی
| عمومی                   |                                                            |
| تاریخ معرفی             | ۸ ژانویه ۲۰۰۷                                              |
| شبکه نسل دوم            | جی‌اس‌ام ۹۰۰ / ۱۸۰۰ / ۱۹۰۰                                   |
| شبکه نسل سوم            | یوام‌تی‌اس ۲۱۰۰                                              |
| ظاهری                   |                                                            |
| ابعاد                   | ۱۸٫۸×۵۰×۱۱۱٫۸ میلی‌متر                                      |
| وزن                     | ۱۱۴ گرم                                                    |
| رنگ                     | مشکی                                                       |
| شکل                     | ساده (مکعبی)                                               |
| نمایشگر                 |                                                            |
| نوع                     | تی‌اف‌تی، ۱۶ میلیون رنگ                                      |
| اندازه                  | ۲٫۴ اینچ                                                   |
| دقت                     | ۳۲۰×۲۴۰ پیکسل                                              |
| دوربین                  |                                                            |
| کیفیت                   | ۲ مگاپیکسل                                                 |
| اندازه تصویر            | ۱۲۰۰×۱۶۰۰ پیکسل                                            |
| فیلم‌برداری              | سی‌آی‌اف                                                     |
| فلاش                    | ال‌ئی‌دی                                                     |
| قابلیت‌ها                | بزرگ‌نمایی دیجیتالی ۲۰ برابر                                |
| دوربین دوم              | سی‌آی‌اف برای مکالمه تصویری                                  |
| باتری                   |                                                            |
| نوع                     | باتری لیتیوم یون ۹۷۰ میلی‌آمپرساعت (BP-6M)                  |
| زمان آماده‌باش           | ۱۷۰ ساعت                                                   |
| زمان مکالمه             | ۴ ساعت و ۳۰ دقیقه (نسل ۲) ۳ ساعت و ۳۰ دقیقه (نسل ۳)        |
| چندرسانه‌ای              |                                                            |
| پخش موسیقی              | MP3/WAV/RA/AAC/M4A                                         |
| پخش ویدئویی             | WMV/RV/MP4/3GP                                             |
| رادیو                   | رادیو اف‌ام استریو                                          |
| حافظه                   |                                                            |
| حافظه داخلی             | ۲۰ مگابایت                                                 |
| کارت حافظه              | میکرو اس‌دی                                                 |
| زنگ گوشی                |                                                            |
| نوع                     | پلی‌فونیک، ام‌پی‌تری                                          |
| لرزاننده                | دارد                                                       |
| مدیریت تماس             |                                                            |
| دفترچه تلفن             | نامحدود                                                    |
| گزارش تماس‌ها            | با جزئیات، حداکثر ۳۰ روز                                   |
| فرمان و شماره‌گیری صوتی  | دارد                                                       |
| نمایش تصویر تماس گیرنده | دارد                                                       |
| ارتباطی                 |                                                            |
| جی‌پی‌آراس                | کلاس ۱۱                                                    |
| اچ‌اس‌سی‌اس‌دی              | دارد                                                       |
| ئی‌دی‌جی‌ئی                | کلاس ۳۲، ۲۹۶ کیلوبیت بر ثانیه                              |
| ۳جی                     | دارد، ۳۸۴ کیلوبیت بر ثانیه                                 |
| شبکه محلی بیسیم         | ندارد                                                      |
| بلوتوث                  | دارد، نسخه ۲                                               |
| فروسرخ                  | ندارد                                                      |
| یواس‌بی                  | پاپ‌پورت                                                    |
| نرم‌افزاری               |                                                            |
| سیستم‌عامل               | سیمبیان ۹٫۲                                                |
| واسط کاربری             | سری ۶۰ ویرایش سوم                                          |
| پشتیبانی جاوا           | دارد                                                       |
| سایر                    |                                                            |
| پردازنده                | Dual ARM 9 220 MHz                                         |
| جی‌پی‌اس                  | ندارد                                                      |
| پیام‌رسانی               | پیام‌کوتاه، پیام چندرسانه‌ای، پست الکترونیکی، پیام فوری      |
| پست الکترونیکی          | آی‌ام‌ای‌پی، پی‌ئوپی۳، اس‌ام‌تی‌پی                                |
| مرورگر اینترنت          | اچ‌تی‌ام‌ال، اکس‌اچ‌تی‌ام‌ال، وی‌ای‌پی                              |
| نمایش مستندات           | پی‌دی‌اف، ورد، اکسل، پاورپوینت                               |
| بازی                    | دارد                                                       |
|                         | تی۹ ویرایشگر تصویر و ویدئو گیرنده امواج تلویزیون دی‌وی‌بی-اچ |